# 海蘭鎮區 (密歇根州奧克蘭縣)
海蘭鎮區（英語：Highland Township）是位於美國密歇根州奧克蘭縣的一個特設鎮區。

## 地方資料
海蘭鎮區的面積為93.70平方千米，當中陸地面積為88.30平方千米，而水域面積為5.40平方千米。根據2020年美國人口普查的數據，當地共有人口19172人，而人口密度為每平方千米204.61人。